# 思想の科学
『思想の科学』（しそうのかがく）は、1946年から1996年まで刊行された日本の月刊思想誌。命名者は上田辰之助。

## 概要
1946年、鶴見俊輔、丸山眞男、都留重人、武谷三男、武田清子、渡辺慧、鶴見和子の7人の同人が太平洋協会出版部内に先駆社を創立し『思想の科学』を創刊した。
鶴見俊輔は、丸山ら5人について、「その人たちは、この戦争反対する立場を持っているということだけで精一杯で非常に孤独を感じているから、大変に心を開いて彼女（鶴見和子）と付き合ってくれたわけだ。それが『思想の科学』のオリジンだね」と語っている。
出版社はその後建民社、講談社、中央公論社と変った。
1961年12月、天皇制を特集した62年1月号に際して当時の出版社であった中央公論社が、編集を担当していた思想の科学研究会に無断で雑誌を断裁した。理由として、
1961年2月1日、「風流夢譚」に激高した右翼少年が中央公論社長・嶋中鵬二邸を訪問し、夫人ならびに家政婦を殺傷した（嶋中事件）事件の影響であったと言われ、当時の編集部の社員の話によると、
「営業部長が手にして、『天皇制特集号』という文字のみに反応し、『新たな刺激を右翼に与えて、新たな事件が起こっちゃ大変だ』という大変意識が働いて、すぐに幹部会になり、幹部会は営業局長、総務局長、編集局長が中心となって『すぐに発行を中止しましょう』という結論が出ちゃった。」廃棄処分は僅か数時間で決まったという。
また、この号の断裁前に公安調査官や右翼の三浦義一に読ませていたことが発覚し、主要メンバーが中央公論社への執筆を拒否することとなった。思想の科学研究会は、天皇制特集号の廃棄に対する対応を協議するため、緊急の評議委員会が開かれ、20人が集まった。その主な内容は「とにかくこれは言論の自由に対するひとつの危機である。これをちゃんと上手く処理しなければ思想の科学研究会は責任を問われる、思想の自由についての責任を問われる。」またオブザーバーで参加した人の話によると、「鶴見さんが『中央公論社と喧嘩しないで別れたい』と。中央公論の嶋中社長が鶴見さんの小学生の頃の幼馴染みで、中公版の思想の科学はずっと赤字で発行されていたので、中央公論社及び嶋中社長に申し訳がないという気持ちが鶴見さんにはあって、筋から言えば中央公論社にもまずい所が色々あるが、それを言わないで別れたいというのが鶴見さんの意向であり、評議委員会の流れも大体それで纏まっていた。ああ、これは鶴見さんの会なんだな、その時初めて僕はわかった。鶴見さんの意向が強くてそれにみんな沿っていった。」
思想の科学研究会は11時間徹夜で協議した結果、次のような「確認事項」を中央公論社に提出した。
という最小限の義理人情を守った上で筋を通し、それまでの長い友情、協力関係に感謝の意を表した。

しかし、研究会会員のひとりである藤田省三はこの対応に対し、
これを受け会員40人が参加し、臨時総会を開き、藤田と議論を交わした。その後、新たに中央公論社に声明を出した。
そのため『思想の科学』も中央公論社から離れ自主刊行されることになり、1962年3月に有限会社思想の科学社を創立した。初代の代表取締役に哲学者の久野収が就任した。自主刊行第一号62年4月号は「特集・天皇制」、内容は断裁廃棄された新年号と同じ内容に解説付捕捉その他の記事を8頁分だけ追加したものだった。
1996年3月に刊行された5月号をもって通巻536号で休刊した。

## 太平洋戦争が起こった原因
思想の科学の活動目的は、「第一に敗戦の意味をよく考え、そこから今後も教えを受け取る」ことである。そこで鶴見は、最初の論文として、「大衆は何故、太平洋戦争へと突き進んでいったのか?」を問い始める。その理由の一つとして、「言葉による扇動である」と考えた。以下論文より
つまり
などが「お守り言葉」にあたる。政府はこの言葉を巧みに使って政策を正当化し、戦争の実相を伝えなかった、と論文にはある。更に、

## ひとびとの哲学
この「お守り言葉」から解放するためには、「人々が毎日使い慣れた言葉で語ることが大切なのではないか」、そう考えた鶴見は、創刊号から間もなくして、「ひとびとの哲学」と題し、「普通の人々」の哲学を問う連載を始める。

## 共同研究「転向」
次に鶴見らが取り組んだのは、戦前に自由や平和を唱えていた知識人たちは一体なぜ戦争に反対しなかったのか、という問題だった。10数名の学生たちと8年がかりで調べ、その成果をまとめたのが『共同研究「転向」』である。「転向」とは一般に共産主義者らが権力の弾圧を受け、その思想を放棄すること、とされていた。しかし鶴見は転向を「悪」としてみるのではなく、「権力によって強制されたために起こる思想の変化。」と定義した。共同研究では、共産主義者だけでなく、様々な思想を抱くおよそ50人の人物を取り上げ、なぜ「転向」したのかを調べた。鶴見は共同研究「転向」の意義を「転向の事実を明らかに認め、その道筋をも明らかに認めるとき、転向体験はわれわれにとっての生きた遺産となる。」

## 様々な投稿の募集と生活綴方運動の推進
1950年代になると、「投稿歓迎」「枚数無制限」を売りに、様々な「普通の人」による論文の投稿を募集した。また、「生活綴方運動」を活発に推進。「日本の地下水」と題して、全国にそれに関するサークル誌を紹介した。
主な投稿者:佐藤忠男、野添憲治

## 『声なき声の会』から『ベ平連』へ
またこの頃岸信介内閣による新しい「日本国とアメリカ合衆国との間の安全保障条約」（日米安全保障条約）をめぐり、全国各地で様々な反対運動（安保闘争）が繰り広げられる中、これに関連した声明を出すべきか、思想の科学研究会の中で議論した結果、賛否両論だったが、5月19日の強行採決に対しては反対声明を出すことで意見が一致している。また、研究会会員の中では「声なき声の会」のデモに参加した者もいて、プラカードを持って歩いていると、一人、また一人と集まり、最終的には300人にまでのぼった、という経緯を書いた投稿もあった。ちなみに「声なき声の会」はその後のベトナム戦争に反対する「ベトナムに平和を!市民連合（通称：ベ平連）」に変わり、反戦運動を繰り広げることになる。ここでも研究会が関与し、投稿もしている。

## 刊行の歴史
- 第一次思想の科学（先駆社版） - 1946年5月 - 1951年4月
- 第二次思想の科学（建民社版） - 1953年1月 - 1954年5月  雑誌名が『芽』にかわる
- 第三次思想の科学（講談社版） - 1954年 5月 - 1955年4月　雑誌名が『思想の科学』に戻る
- 第四次思想の科学（中央公論社版） - 1959年1月 - 1961年12月
- 第五次思想の科学（思想の科学社版） - 1962年3月 - 1972年3月
- 第六次思想の科学（同上） - 1972年4月 - 1981年3月
- 第七次思想の科学（同上） - 1981年4月 - 1993年2月
- 第八次思想の科学（同上） - 1993年3月 - 1996年5月

## 主な編集長
- 竹内好[10]
- 久野収[10]
- 市井三郎[10]
- 加太こうじ（1962-[11]）
- 山田宗睦（1962-）
- 森秀人（1963-）
- しまねきよし(1964-[12][13])
- 佐藤忠男
- 黒川創

## 主な思想の科学社・社長
- 久野収
- 加太こうじ（1980-[12]）
- 大野力
- 上野博正（1990-[14]）

## 関連番組
- ETV特集『戦後史証言プロジェクト 日本人は何をめざしてきたのか 知の巨人たち』第2回「ひとびとの哲学を見つめて〜鶴見俊輔と「思想の科学」〜」（2014年7月12日放送）[3]。番組中でインタビューを受けた人物のうち4名の内容がウェブサイトで公開されている。